# Ванджала, Дорис
Дорис Ванджала-Вефвафва (англ. Doris Wanjala-Wefwafwa; 24 декабря 1966 — 11 декабря 2007, Элизабеттаун, Кентукки) — кенийская волейболистка. Участница летних Олимпийских игр 2000 года.

## Биография
Дорис Ванджала родилась 24 декабря 1966 года.
В 1994—2000 годах играла в волейбол за «Кения Пайплайн» из Найроби.
В составе женской сборной Кении дважды участвовала в чемпионатах мира: в 1994 году в Бразилии и в 1998 году в Японии, где кенийки оба раза поделили 13-16-е места.
В 2000 году вошла в состав женской сборной Кении по волейболу на летних Олимпийских играх в Сиднее, поделившей 11-12-е места. Провела 3 матча, набрала 6 очков (5 в матче со сборной Китая, 1 — с Австралией).
Впоследствии перебралась в США, где выступала за команду Колумбийского колледжа, а с 2006 года — играющим ассистентом тренера Кэмпбеллсвилльского университета, где училась. Была бакалавром социальной работы.
Умерла 11 декабря 2007 года в Мемориальной больнице Хардина в американском городе Элизабеттаун после непродолжительной болезни.